# Avatr

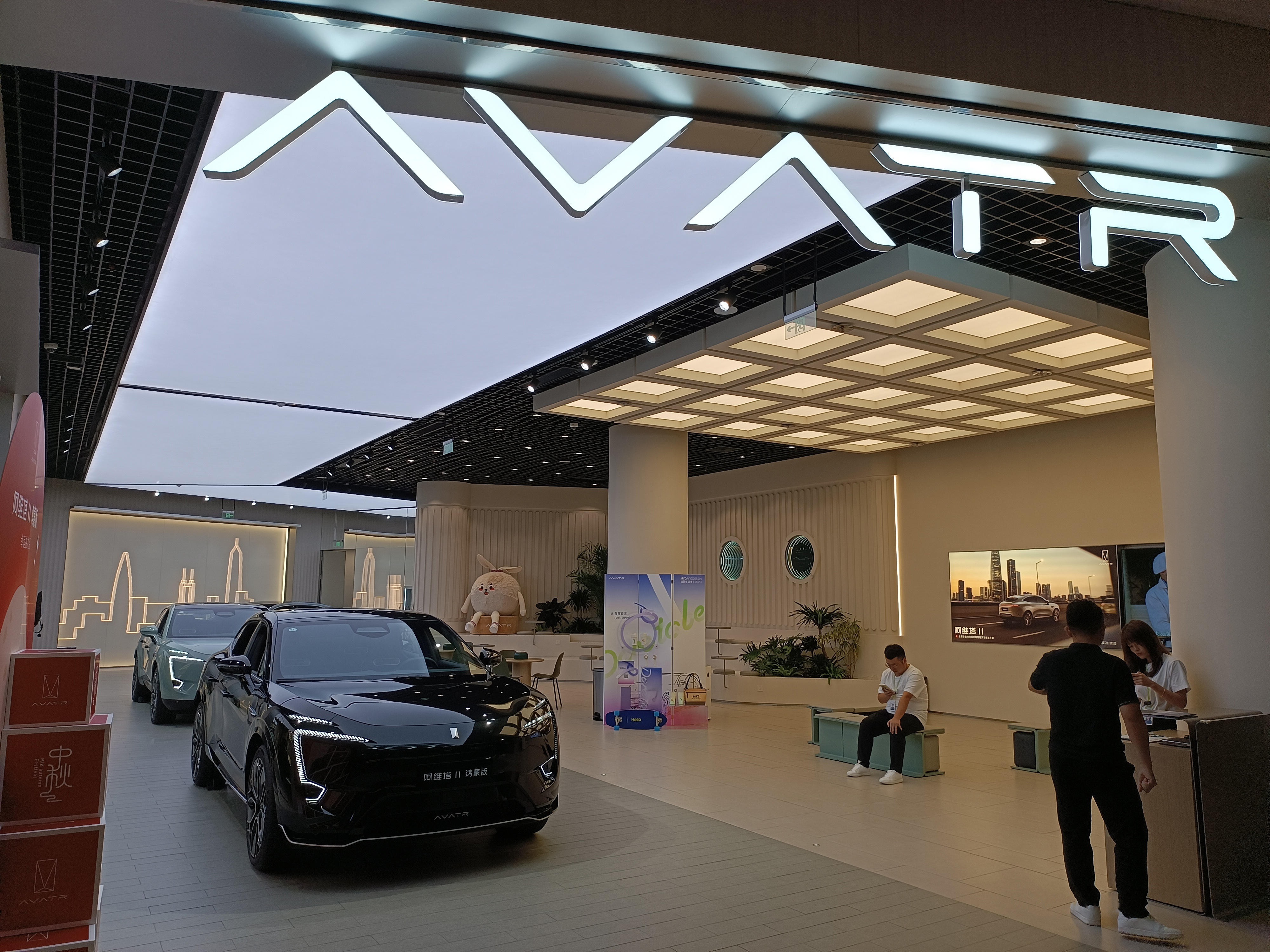
Avatr Showroom in Shenzhen, China

Avatr Technology Co., Ltd. (chinesisch 阿维塔, Pinyin Ā wéi tǎ; ausgesprochen „Avatar“) ist ein chinesischer Hersteller von Elektrofahrzeugen und Hybridelektrokraftfahrzeugen mit Hauptsitz in Chongqing. Avatr Technology wurde 2018 gegründet und ist eine Premiummarke, die im Rahmen eines Joint Ventures von Changan Automobile in Zusammenarbeit mit verschiedenen chinesischen Unternehmen entstanden ist. Die Marke profitiert von der technologischen Unterstützung von Huawei und der Batterietechnologie von CATL.

## Produkte
Das erste Avatr-Fahrzeug war der große, vollelektrische SUV E11, der sich von Konkurrenzmodellen durch eine hohe Reichweite von ca. 700 km mit einer Akkuladung abhebt. Der Produktionsstart des ersten Modells für den heimischen chinesischen Markt war für das zweite Quartal geplant 2022, die Auslieferung der ersten Einheiten für Ende desselben Jahres. Schließlich wurde das Serienmodell mit der Bezeichnung Avatr 11, bei dem der Buchstabe „E“ aus dem Namen entfernt wurde, im August 2022 offiziell vorgestellt. Der Verkauf des Fahrzeugs begann im November 2022, ein Jahr nach der offiziellen Gründung des neuen Unternehmens. Gleichzeitig bekundete Avatr Technology seine Absicht, sein Modellangebot bis 2025 um vier neue Autos zu erweitern. Das erste Modell im Rahmen der Erweiterung der Marke Avatr ist ein Oberklassewagen mit dem Namen 12, der im Juli 2023 offiziell vorgestellt wurde. Er wurde auch auf der Internationalen Automobil-Ausstellung im September 2023 in München ausgestellt.

### Aktuelle Modelle

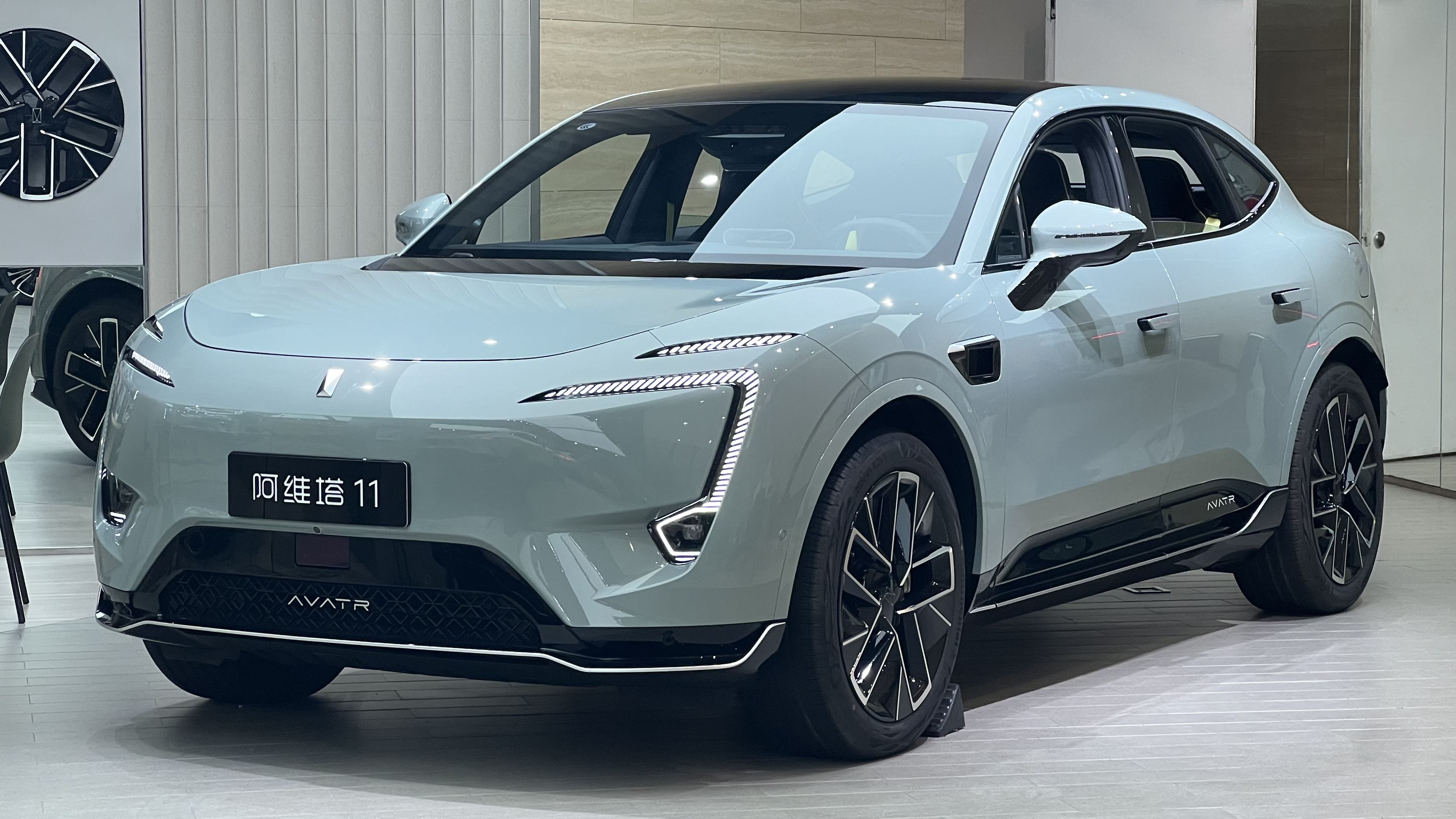
Avatr 11
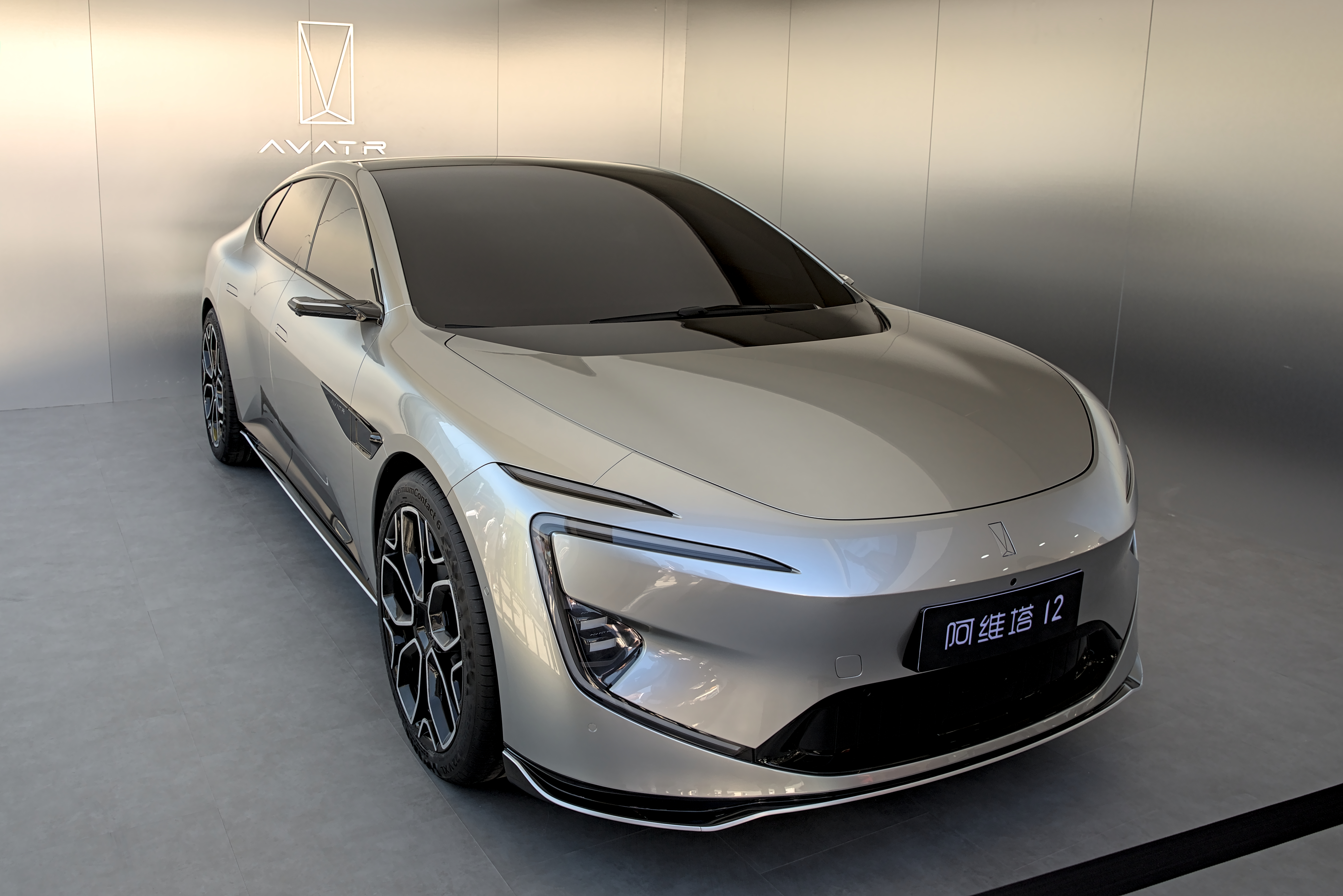
Avatr 12
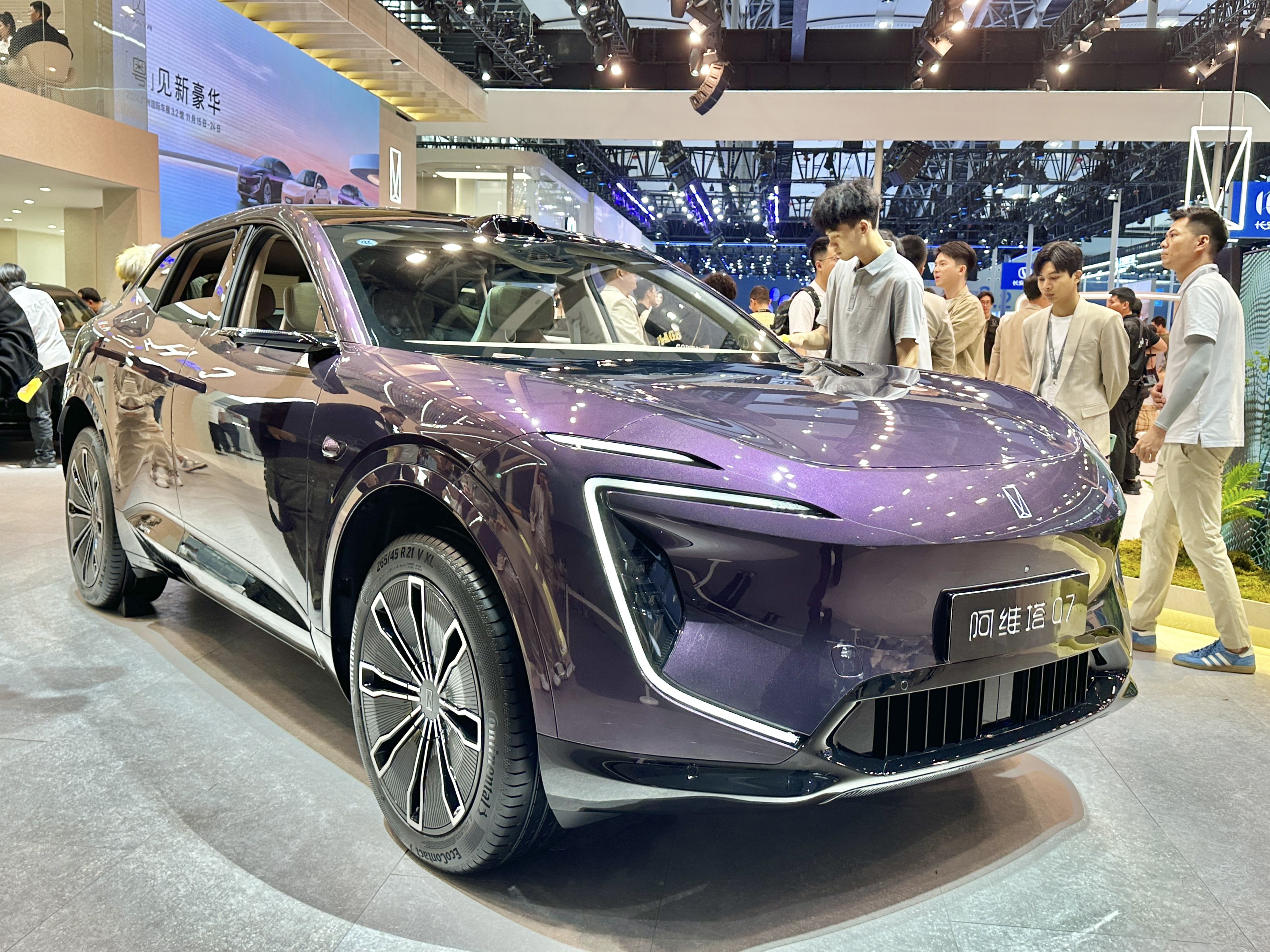
Avatr 07
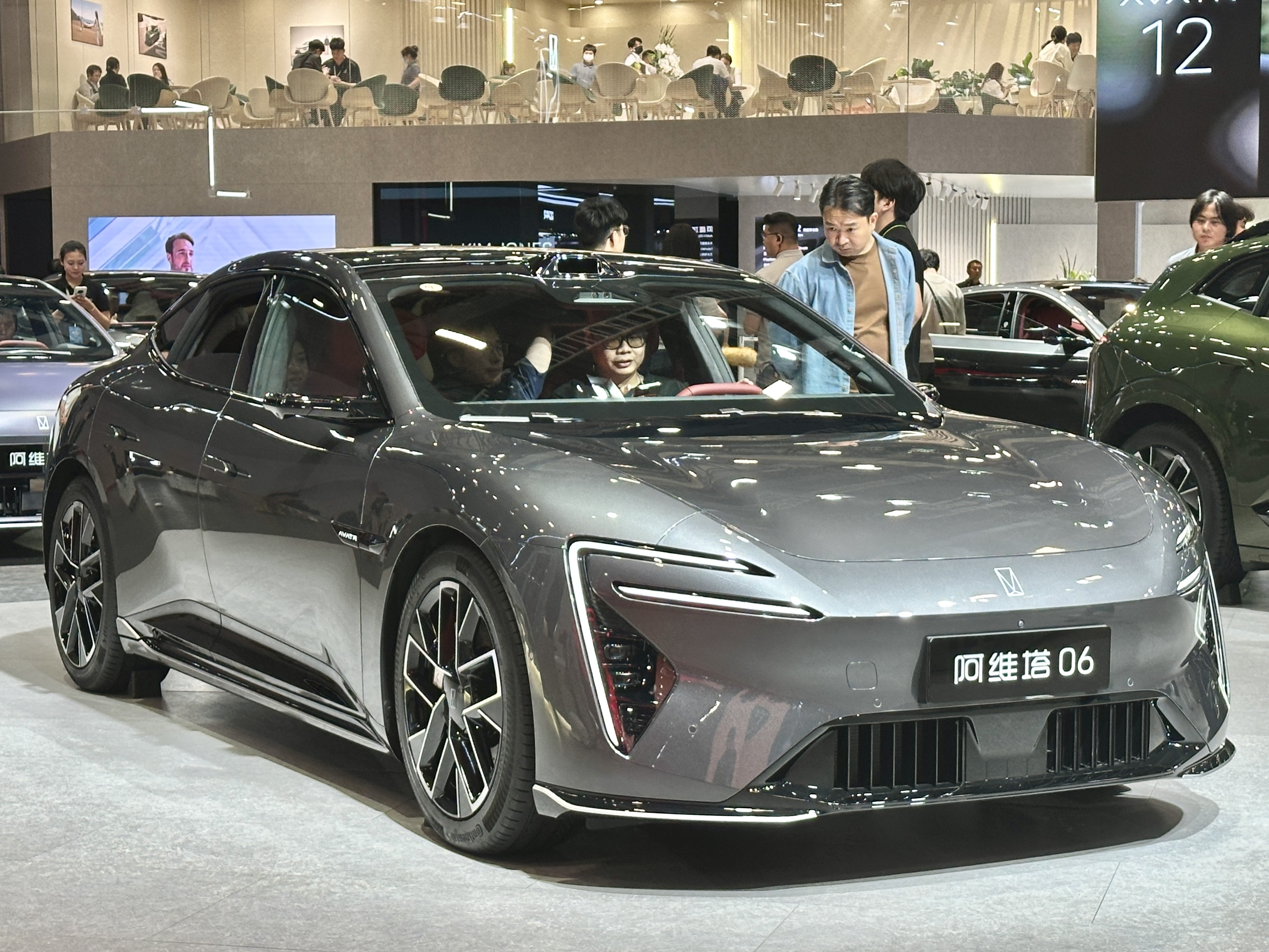
Avatr 06

- Avatr 11
- Avatr 12
- Avatr 07
- Avatr 06